# Bo Järnstedt
Bo Gunnar Järnstedt, född 2 september 1911 i Eksjö, Jönköpings län, död 15 december 1992 i Malmö Sankt Petri församling, var en svensk diplomat.

## Biografi
Järnstedt var son till köpmannen Justus Järnstedt och Elsa Engström. Han tog juris kandidatexamen i Uppsala 1934, diplomerades från Handelshögskolan i Stockholm 1937 och tog filosofie kandidatexamen i Uppsala 1938. Järnstedt var biträdande militärattaché i Berlin 1940, attaché vid Utrikesdepartementet (UD) 1940, andre sekreterare 1946 och förste sekreterare 1949. Han var tillförordnad chargé d’affaires i Wellington 1953-1957 och ambassadråd i New Delhi 1957-1959.
Han var generalkonsul i Chicago 1959-1962 och 1964-1973, ambassadör i Monrovia 1962-1964 (sidoackrediterad i Abidjan, Accra, Conakry och Freetown.) samt i Dublin 1973-1977. Järnstedt var biträdande och tillförordnad medlare vid Neutrala nationernas övervakningskommission i Korea 1954-1955.
Järnstedt gifte sig 1939 med Margareta (Gun) Lundgren (född 1918), dotter till Victor Lundgren och Nannie Carlsohn.

## Utmärkelser
Järnstedts utmärkelser:
- Riddare av Nordstjärneorden (RNO)
- Riddare av Danska Dannebrogorden (RDDO)
- Riddare av Finlands Vita Ros’ orden (RFinlVRO)
- Riddare av Grekiska Fenixorden (RGrFenO)
- Riddare av Nederländska Oranien-Nassauorden (RNedONO)